# Polanský les
Polanský les je přírodní rezervace v Ostravě-Svinov, poblíž městského obvodu Polanka nad Odrou v Ostravě. Oblast spravuje AOPK ČR Správa CHKO Poodří. Důvodem ochrany je ochrana lužního lesa s porostem sněženky podsněžníku, jako jedinečného reliktu v Poodří.

## Poloha
Přírodní rezervace se nachází na severním konci chráněné krajinné oblasti Poodří. Geologicky leží na hranici Českého masivu a vnějších Západních Karpat.

## Flóra
Rezervace je tvořena lesem tvrdého luhu, tedy hlavně starými porosty smíšeného listnatého lesa. Převažují jasan ztepilý (Fraxinus excelsior) a dub letní (Quercus robur). Hojně se zde nacházejí také javor klen (Acer pseudoplatanus), javor mléč (Acer platanoides), lípa malolistá (Tilia cordata), lípa velkolistá (Tilia platyphyllos) a habr obecný (Carpinus betulus). Roztroušeně se zde vyskytují jilm horský (Ulmus glabra) a jilm vaz (Ulmus laevis). Z keřového patra je nejhojnější střemcha obecná (Prunus padus). 
V bylinném patře se zde vyskytuje celé řada chráněných a ohrožených druhů, například sněženka podsněžník (Galanthus nivalis), lilie zlatohlavá (Lilium martagon), kruštík modrofialový (Epipactis purpurata) a další. Hojně se zde vyskytuje také česnek medvědí (Allium ursinum).

## Fauna
Z živočichů se zde vyskytují především netopýři, brouci a ptáci, v menší míře jsou zastoupeni také obojživelníci a plazi. V lokalitě bylo pozorováno devět druhů netopýrů, například netopýr stromový (Nyctalus leisleri) nebo netopýr vodní (Myotis daubentonii). Hnízdí zde také lejsek bělokrký (Ficedula albicollis), morčák velký (Mergus merganser), strakapoud prostřední (Dendrocopos medius) a další. Vyskytuje se zde i ledňáček říční (Alcedo atthis). Ohrožené obojživelníky zde zastupují například čolek obecný (Triturus vulgaris) a rosnička obecná (Hyla arborea).

## Péče o území
Lesní porosty jsou převážně nechávány samovolnému vývoji, bez lesního hospodářství. V lokalitě je ponechávána dřevní hmota pro rozvoj xylofágního a saproxylofágního hmyzu a hub. Pohyb návštěvníků je omezen jen po vyznačených cestách. Nepůvodní dřeviny (například trnovník akát (Robinia pseudacacia)) jsou postupně likvidovány.